# Lijst van rivieren in Connecticut

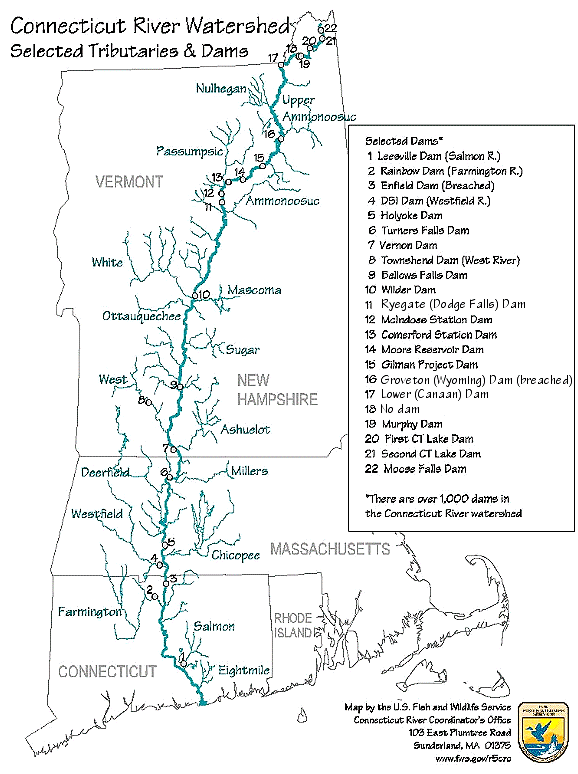
Rivieren in Connecticut

Dit is een incomplete lijst van rivieren in Connecticut.
- Blackwell River
- Connecticut River
- Coginchaug River
- Farmington River
- Hockanum River
- Housatonic River
- Mill River
- Moosup River
- Natchaug River
- Naugatuck River
- Norwalk River
- Park River (ook bekend als Hog River en Little River)
- Pawcatuck River
- Pequonnock River
- Podunk River
- Quinebaug River
- Quinnipiac River
- Saugatuck River
- Shepaug River
- Shetucket River
- Silvermine River
- Thames River
- West River
- Whitford River
- Willimantic River

Alabama · Alaska · Arizona · Arkansas ·  Californië · Colorado · Connecticut · Delaware · Florida · Georgia · Hawaï · Idaho ·  Illinois · Indiana · Iowa · Kansas · Kentucky · Louisiana · Maine · Maryland · Massachusetts · Michigan · Minnesota · Mississippi · Missouri · Montana · Nebraska · Nevada · New Hampshire · New Jersey · New Mexico · New York ·  North Carolina · North Dakota · Ohio · Oklahoma · Oregon · Pennsylvania · Rhode Island · South Carolina · South Dakota · Tennessee · Texas · Utah · Vermont · Virginia · Washington (staat) · Washington D.C. · West Virginia · Wisconsin · Wyoming